# 普拉杜斯
普拉杜斯是巴西米纳斯吉拉斯州的一个市镇。总面积261.41平方公里，总人口8487人，人口密度32.5人/平方公里。